# The Perdition EP
The Perdition EP är ett album av det norska melodiska metalbandet Enslavement of Beauty, utgivet 15 januari 2009. Albumet är inspelat i Farmyard Studio och Kamfer Studios, i Mosjøen, Norge, och gavs ut av INRI Unlimited. Musiken är skriven och framförs av Tony Eugene Tunheim, texterna är skrivna och sången framförs av Ole Alexander Myrholt. Omslaget är designat av Sten Brian Tunheim. EP:n mixades och mastrades av Henrik Ryösä i VoxHouse Studio i Luleå, Sverige. 
En video till låten "Lush", producerad av Sten Brian Tunheim, spelades in i Bergen under våren 2008 och släpptes på Youtube samt på bandets Myspace 12 december 2008  Hela EP:n ligger streamad på bandets Myspace från 27 januari 2009.

## Låtlista
1. "(Intro) A Kodak Kiss" – 1:06
2. "I Treasure the Sadness" – 4:25
3. "Lush" – 3:42
4. "Severely Flawed" – 4:25
5. "Mirror Souls" – 4:22
6. "I Descend to Perdition..." – 3:19

## Medverkande
Enslavement of Beauty
- Ole Alexander Myrholt – sång
- Tony Eugene Tunheim – gitarr, klaviatur

Gästmusiker
- Lisa Tverrå Johnsen – sång (även i Loot the Lovre!)

Övriga medverkande
- Sten Brian Tunheim – albumdesign
- Henrik Ryösä – mastering